# Margarete Steiff
Apollonia Margarete Steiff, född 24 juli 1847 i Giengen an der Brenz, död 9 maj 1909, var en tysk leksaksfabrikant. Steiff grundade företaget Margarete Steiff GmbH.

## Barndom
Margarete Steiffs föräldrar var Friedrich och Maria Margarete Steiff. När Margarete var ett och ett halvt år gammal fick hon polio. Margaretes syskon körde henne till skolan i en skottkärra eftersom hennes föräldrar inte kunde köpa en rullstol. Hon var en duktig elev med bra betyg och enligt samtiden en glad flicka. Trots sin förlamning blev Margarete en utmärkt sömmerska. Hon började sy klänningar åt stadens kvinnor och passade yrkeskvinnors barn. 1874 grundade Margaretes far Friedrich Steiff ett skrädderi. Margarete och hennes syster fick mycket arbete och var de första i Giengen som kunde köpa en symaskin.
1877 grundade Margarete sitt eget skrädderi. I en tidning såg hon en liten nåldyna i form av en elefant. Margarete och hennes sömmerskor sydde två säckar elefanter och sålde dem som leksaker på marknaden i Heidenheim. Elefanterna blev en sådan framgång att Margarete började tillverka andra djur. 1901 började exporten till USA. Företagets symbol blev en nallebjörn. 1902 såldes 3000 nallar på leksaksmässan i Leipzig. Från och med 1904 fick djuren “knappen” som fortfarande är Steiff-företagets kännetecken.
1909 dog Margarete Steiff i lunginflammation, 61 år gammal. Gymnasiet i Giengen har fått namn efter Margarete Steiff. Hennes liv filmatiserades år 2005 med Heike Makatsch som Margarete.